# Prince Igor (chanson)
Pour les articles homonymes, voir Prince Igor.
Singles par Warren G
Smokin' Me Out
(1997) I Want It All
(1999)
Singles par Sissel
Mitt Hjerte Alltid Vanker
(1995) One Day
(2000)
Prince Igor est une chanson du rappeur américain Warren G et de la chanteuse norvégienne Sissel Kyrkjebø, sortie en 1997. C'est le premier single extrait de l'album-concept The Rapsody Overture, sur lequel des rappeurs collaborent avec des artistes de musique classique. Ainsi, Prince Igor est inspirée des Danses polovtsiennes de l'opéra Le Prince Igor du compositeur russe Alexandre Borodine. Warren G reprend quant à lui les paroles de la chanson Reality, disponible sur l'album Take a Look Over Your Shoulder sorti la même année. 

## Liste des titres
CD maxi single
1. Prince Igor (Radio Edit) – 3:40
2. Prince Igor (Ries Class Jazz Edit) – 3:58
3. Prince Igor (Ries 7" Remix) – 3:49
4. Prince Igor (Album Version) – 4:20
5. Prince Igor (Ries Class Jazz Extended) – 6:03
6. Prince Igor (Instrumental Version) – 4:20

CD single
1. Prince Igor (Radio Edit) – 3:40
2. Belle Nuit II (The Rapsody featuring Scoota, Kathy Magestro et Heike Therjung) – 2:57

## Crédits
- Fred Casimir : A&R[2]
- Klaus Völker : compositeur, arrangements, producteur
- Achim Völker : arrangements, producteur
- OK Visions : design
- Mario Rodriguez : ingénieur du son
- Tim Mandelbaum : coproducteur délégué
- Sissel Kyrkjebø : chant
- Warren G : rap et paroles
- Olaf Heine : photographie
- Peter Ries (en) : production additionnelle sur les remixes (titres 2, 3, 5, 6)

## Classements hebdomadaires
| Classement (1997–1998)                  | Meilleure position |
| --------------------------------------- | ------------------ |
| Allemagne (Media Control AG)            | 8                  |
| Autriche (Ö3 Austria Top 40)            | 13                 |
| Belgique (Flandre Ultratop 50 Singles)  | 9                  |
| Belgique (Wallonie Ultratop 50 Singles) | 3                  |
| Finlande (Suomen virallinen lista)      | 10                 |
| France (SNEP)                           | 6                  |
| Irlande (IRMA)                          | 17                 |
| Nouvelle-Zélande (RMNZ)                 | 41                 |
| Norvège (VG-lista)                      | 1                  |
| Pays-Bas (Single Top 100)               | 6                  |
| Royaume-Uni (UK Singles Chart)          | 15                 |
| Suède (Sverigetopplistan)               | 3                  |
| Suisse (Schweizer Hitparade)            | 11                 |